# Рава-Мазовецка (гмина)
Рава-Мазовецка (пол. Rawa Mazowiecka) — сельская гмина (волость) в Польше, входит как административная единица в Равский повет, Лодзинское воеводство. Население — 8550 человек (на 2004 год).

## Сельские округа
1. Богушице
2. Богуславки-Мале
3. Бышевице
4. Хрусты
5. Дзюрдзёлы
6. Гарлув
7. Глухувек
8. Якубув
9. Янолин
10. Юлианув
11. Калень
12. Калишки
13. Конопница
14. Ксенжа-Воля
15. Кужешин
16. Леопольдув
17. Линкув
18. Люткувка
19. Малгожатув
20. Матыльдув
21. Нивна
22. Нова-Войска
23. Пасека-Валовска
24. Подляс
25. Пшеводовице
26. Пукинин
27. Рогувец
28. Россоха
29. Сошице
30. Стара-Войска
31. Старе-Былины
32. Сцеки
33. Валовице
34. Вильковице
35. Волуча
36. Загуже
37. Завады
38. Жыдомице

## Прочие поселения
1. Богуславки-Дуже
2. Богушице-Мале
3. Гай
4. Хеленув
5. Хута-Валовска
6. Юлианув-Радуцки
7. Кужешинек
8. Нова-Россоха
9. Новы-Глухувек
10. Новы-Кужешин
11. Покшивна
12. Стара-Россоха
13. Стары-Двур
14. Свинице
15. Зажече
16. Зелёне

## Соседние гмины
1. Гмина Бяла-Равска
2. Гмина Целёндз
3. Гмина Черневице
4. Гмина Глухув
5. Гмина Новы-Кавенчин
6. Рава-Мазовецка
7. Гмина Регнув
8. Гмина Скерневице
9. Гмина Желехлинек